# Chino de los López
Chino de los López är en ort i Mexiko.   Den ligger i kommunen Guasave och delstaten Sinaloa, i den västra delen av landet, 1 200 km nordväst om huvudstaden Mexico City. Chino de los López ligger 16 meter över havet och antalet invånare är 261.
Terrängen runt Chino de los López är mycket platt. Runt Chino de los López är det ganska tätbefolkat, med 100 invånare per kvadratkilometer. Närmaste större samhälle är Guasave, 8,6 km nordväst om Chino de los López. Trakten runt Chino de los López består till största delen av jordbruksmark.